# Circolo Nautico Posillipo 2012-2013

## Rosa
| N° |                   | Ruolo | Giocatore          |
| -- | ----------------- | ----- | ------------------ |
|    | Italia (bandiera) | P     | Tommaso Negri      |
|    | Italia (bandiera) | P     | Gianluca Cappuccio |
|    | Italia (bandiera) | D     | Andrea Scalzone    |
|    | Italia (bandiera) | D     | Elio Russo         |
|    | Italia (bandiera) | D     | Gianluigi Foglio   |
|    | Italia (bandiera) | D     | Nicola Ferrone     |
|    | Italia (bandiera) | D     | Zeno Bertoli       |
|    | Italia (bandiera) | CV    | Massimo Florio     |
|    | Italia (bandiera) | CV    | Davide Truppa      |
|    | Italia (bandiera) | CV    | Simone Rossi       |

| N° |                     | Ruolo | Giocatore               |
| -- | ------------------- | ----- | ----------------------- |
|    | Italia (bandiera)   | CV    | Vincenzo Renzuto Iodice |
|    | Italia (bandiera)   | CV    | Nicola Cuccovillo       |
|    | Ungheria (bandiera) | CV    | Róbert Kovács           |
|    | Italia (bandiera)   | A     | Paride Saccoia          |
|    | Ungheria (bandiera) | A     | Márton Tóth             |
|    | Italia (bandiera)   | A     | Manuel Occhiello        |
|    | Italia (bandiera)   | A     | Valentino Gallo         |
|    | Italia (bandiera)   | A     | Giuliano Mattiello      |
|    | Italia (bandiera)   | A     | Lorenzo Briganti        |
|    | Italia (bandiera)   | CB    | Fabio Baraldi           |

### Staff tecnico
- Allenatore: Mauro Occhiello
- Medico Sociale: Maurizio Marassi
- Preparatore Atletico: Dino Sangiorgio
- Fisioterapista: Silvio Ausiello

## Risultati

### Serie A1

#### Girone di andata
| Arbitri: | L. Bianco Colombo |

|                                                       |           |                                                                                        |
| Astarita - Buckner - Klikovac - M. Luongo: 2 Russo: 1 | Marcatori | 5: Kovács 3: Gallo - Mattiello 2: Tóth 1: Baraldi - Bertoli - Renzuto Iodice - Saccoia |

| Arbitri: | Caputi Scappini |

|                                       |           |                                                           |
| Tóth: 3 Baraldi: 2 Bertoli - Gallo: 1 | Marcatori | 3: Elez 2: G. Fiorentini - Giorgi 1: Nora - C. Presciutti |

| Arbitri: | Paoletti Taccini |

|                    |           | |
| Mann - Marziali: 3 | Marcatori | 5: Tóth 3: Gallo 2: Mattiello - Renzuto Iodice 1: Baraldi - Bertoli - Cuccovillo - Kovács - Saccoia |

| Arbitri: | Lo Dico Riccitelli |

|                                       |           |                                                              |
| Gallo: 4 Baraldi: 3 Renzuto Iodice: 1 | Marcatori | 3: Camilleri 2: Barillari - Sekulić 1: Bettini - A. Di Somma |

| Arbitri: | Caputi Severo |

|                                                         |           |                                                                                     |
| Kovács: 2 Baraldi - Gallo - Renzuto Iodice - Saccoia: 1 | Marcatori | 3: Giacoppo - Madaras 2: Figari - Figlioli 1: Aicardi - D. Fiorentini - A. Fondelli |

| Arbitri: | D. Bianco Brasiliano |

|                                                                                        |           |                                                                     |
| Colosimo - N. Presciutti: 2 Di Rocco - M. Gitto - Leporale - Mandolini - Vittorioso: 1 | Marcatori | 2: Kovács 1: Gallo - Renzuto - Riccitiello - Rossi - Saccoia - Tóth |

| Arbitri: | Ercoli Riccitelli |

|                                                             |           |                                                |
| Kovács: 6 Gallo: 3 Foglio: 2 Baraldi - Cuccovillo - Tóth: 1 | Marcatori | 2: Beggiato 1: Bruni - Cupido - Foti - Gandini |

| Arbitri: | Piano Savarese |

|                                                               |           |                                                        |
| Boyd: 5 Suti: 2 Abela - Di Luciano - Napolitano - Tringali: 1 | Marcatori | 3: Baraldi - Gallo 1: Foglio - Kovács - Renzuto - Tóth |

| Arbitri: | L. Bianco Colombo |

|                             |           |                                                    |
| Gallo: 2 Foglio - Kovács: 1 | Marcatori | 3: F. Di Fulvio 2: Español 1: Coppoli - M. Lapenna |

| Arbitri: | Paoletti Riccitelli |

|                                                                    |           |                                                         |
| Märcz: 2 Danilović - Di Costanzo - Ferrone - Petković - Sadovyy: 1 | Marcatori | 2: Kovács - Saccoia 1: Baraldi - Foglio - Gallo - Rossi |

| Arbitri: | Ceccarelli Severo |

|                                                   |           |                                                        |
| Mattiello: 4 Bertoli: 3 Rossi - Saccoia - Tóth: 1 | Marcatori | 3: Deserti - Janović 1: Mistrangelo - Petrović - Rizzo |

#### Girone di ritorno
| Arbitri: | D. Bianco Pinato |

|                                                                        |           |                                                           |
| Bertoli - Kovács - Tóth: 2 Baraldi - G. Mattiello - Renzuto - Rossi: 1 | Marcatori | 3: M. Luongo 2: Ercolano - Steardo 1: Astarita - Klikovac |

| Arbitri: | Brasiliano Piano |

|                                                                |           |                                      |
| R. Calcaterra - Elez: 2 Loncar - Giorgi - Mammarella - Nora: 1 | Marcatori | 2: Renzuto 1: Bertoli - Gallo - Tóth |

| Arbitri: | Ceccarelli Taccini |

|                                                                          |           |                                                                      |
| Gallo - Kovács - Renzuto: 2 Bertoli - Foglio - Rossi - Saccoia - Tóth: 1 | Marcatori | 2: Lanzoni - Marziali 1: A. Caliogna - D'Alessandro - Mann - Tyrrell |

| Arbitri: | Scappini Severo |

|                                                                     |           |                                                                   |
| Barillari - Boero - Camilleri - A. Di Somma - Guidaldi - Vergano: 1 | Marcatori | 2: Bertoli - Kovács 1: Baraldi - Gallo - Renzuto - Saccoia - Tóth |

| Arbitri: | Petronilli Riccitelli |

|                                                                                  |           |                                                |
| Figlioli: 4 N. Gitto - Madaras: 3 Aicardi - Giacoppo - F. Lapenna - Mangiante: 1 | Marcatori | 3: Gallo 1: Baraldi - Renzuto - Saccoia - Tóth |

| Arbitri: | Bensaia Savarese |

|                                                  |           |                                                                |
| Gallo: 4 Renzuto: 3 Baraldi: 2 Bertoli - Tóth: 1 | Marcatori | 3: M. Gitto 2: Gianni 1: Leporale - Sebastianutti - Vittorioso |

| Arbitri: | L. Bianco Ricciotti |

|                                                                 |           |                                                                   |
| Beggiato - Cupido - Foti - Iaci - Rocchi: 2 Bruni - Cambiaso: 1 | Marcatori | 4: Tóth 3: Gallo - Saccoia 2: Kovács - Renzuto 1: Bertoli - Rossi |

| Arbitri: | Colombo Piano |

|                                                          |           |                                    |
| Gallo: 3 Saccoia: 2 Baraldi - Kovács - Renzuto - Tóth: 1 | Marcatori | 2: Zovko 1: Boyd - Suti - Tringali |

| Arbitri: | Monnis Riccitelli |

|                                                      |           |                                           |
| A. Di Fulvio: 2 F. Di Fulvio - Gobbi - M. Lapenna: 1 | Marcatori | 3: Gallo 1: Baraldi - Mattiello - Renzuto |

| Arbitri: | Savarese Taccini |

|                                                                 |           |                                                          |
| Foglio - Saccoia: 2 Bertoli - Gallo - G. Mattiello - Renzuto: 1 | Marcatori | 3: Petković 1: Danilović - Pérez - Postiglione - Sadovyy |

| Arbitri: | Caputi Ercoli |

|                                                                              |           |                                                                                |
| Deserti: 6 Janović - Rizzo: 3 G. Bianco - J. Colombo - Fulcheris - Rubino: 1 | Marcatori | 4: Gallo - Renzuto 1: Bertoli - Cuccovillo - Kovács - Mattiello - Rossi - Tóth |

#### Playoff - Quarti di finale
| Arbitri: | Brasiliano Savarese |

|                                               |           |                                                      |
| Gallo - Saccoia - Tóth: 2 Baraldi - Kovács: 1 | Marcatori | 2: Bini 1: Coppoli - F. Di Fulvio - Español - Pagani |

| Arbitri: | Franulović Radičević |

|                                                       |           |                                                 |
| Molina: 5 Español: 4 Gobbi: 2 Brancatello - Pagani: 1 | Marcatori | 3: Mattiello 1: Baraldi - Gallo - Kovács - Tóth |

#### Spareggi per il 5º posto
| Arbitri: | Centineo Collantoni |

|                                                        |           |                                                                 |
| Gallo: 5 Bertoli - Kovács - Renzuto: 2 G. Mattiello: 1 | Marcatori | 3: Sekulić 2: A. Di Somma 1: Barillari - E. Di Somma - Guidaldi |

| Arbitri: | Lo Dico Ceccarelli |

|                                                  |           |                                                           |
| Sekulić: 4 A. Di Somma: 2 Barillari - Vergano: 1 | Marcatori | 3: Gallo 2: Bertoli - Renzuto 1: Baraldi - Saccoia - Tóth |

### Coppa Italia
Il Posillipo ha esordito in Coppa Italia partendo dalla seconda fase a gironi, inquadrata nel gruppo D disputato in due giorni interamente a Brescia.

#### Seconda fase
| Arbitri: | Colombo Saeli |

|                                                  |           |                                                                  |
| Bertoli - Gallo: 2 Baraldi - Kovács - Saccoia: 1 | Marcatori | 3: Sekulić 2: Bettini 1: Barillari - Boero - Camilleri - Vergano |

| Arbitri: | Brasiliano Saeli |

|                                                                          |           |                                                |
| C. Presciutti: 4 Giorgi - Loncar: 2 R. Calcaterra - Mammarella - Nora: 1 | Marcatori | 4: Saccoia 3: Gallo 2: Tóth 1: Baraldi - Rossi |

| Arbitri: | Brasiliano Colombo |

|                                  |           |                                                                    |
| Napolitano - Suti: 2 Barranco: 1 | Marcatori | 3: Renzuto Iodice 2: Baraldi - Gallo 1: Bertoli - Mattiello - Tóth |

#### Semifinale
| Arbitri: | Bianchi Ceccarelli |

|                                                            |           |                                          |
| Rizzo: 4 Janović: 2 G. Bianco - Fulcheris - Mistrangelo: 1 | Marcatori | 1: Baraldi - Gallo - Mattiello - Saccoia |

#### Finale 3º posto
| Arbitri: | Collantoni Ceccarelli |

|                                                 |           |                                                                                                |
| Kovács: 2 Baraldi - Gallo - Mattiello - Tóth: 1 | Marcatori | 2: C. Presciutti - Mammarella - Nora 1: R. Calcaterra - Elez - G. Fiorentini - Giorgi - Loncar |

## Statistiche

### Statistiche di squadra
Statistiche aggiornate al 7 maggio 2013.
| Competizione | Punti | In casa | In casa | In casa | In casa | In casa | In casa | In trasferta | In trasferta | In trasferta | In trasferta | In trasferta | In trasferta | Totale | Totale | Totale | Totale | Totale | Totale | DR  |
| Competizione | Punti | G       | V       | N       | P       | Gf      | Gs      | G            | V            | N            | P            | Gf           | Gs           | G      | V      | N      | P      | Gf     | Gs     | DR  |
| ------------ | ----- | ------- | ------- | ------- | ------- | ------- | ------- | ------------ | ------------ | ------------ | ------------ | ------------ | ------------ | ------ | ------ | ------ | ------ | ------ | ------ | --- |
| Serie A1     | 39    | 11      | 7       | 0       | 4       | 98      | 90      | 11           | 6            | 0            | 5            | 117          | 103          | 22     | 13     | 0      | 9      | 215    | 193    | +22 |
| Playoff      | -     | 1       | 1       | 0       | 0       | 8       | 6       | 1            | 0            | 0            | 1            | 7            | 13           | 2      | 1      | 0      | 1      | 15     | 19     | -4  |
| Spareggi     | -     | 1       | 1       | 0       | 0       | 12      | 8       | 1            | 1            | 0            | 0            | 10           | 8            | 2      | 2      | 0      | 0      | 22     | 16     | +6  |
| Coppa Italia | -     | 0       | 0       | 0       | 0       | 0       | 0       | 5            | 1            | 1            | 3            | 38           | 45           | 5      | 1      | 1      | 3      | 38     | 45     | -7  |
| Totale       | -     | 13      | 9       | 0       | 4       | 118     | 104     | 18           | 8            | 1            | 9            | 172          | 169          | 31     | 17     | 1      | 13     | 290    | 273    | +17 |

### Statistiche giocatori
| Giocatore         | Serie A1 | Serie A1 | Coppa Italia | Coppa Italia | Totale | Totale |
| Giocatore         | Reti     | Rigori   | Reti         | Rigori       | Reti   | Rigori |
| ----------------- | -------- | -------- | ------------ | ------------ | ------ | ------ |
| F. Baraldi        | 23       | ??       | 6            | ??           | 29     | ??     |
| Z. Bertoli        | 20       | ??       | 3            | ??           | 23     | ??     |
| L. Briganti       | 0        | 0        | 0            | 0            | 0      | 0      |
| G. Cappuccio      | 0        | 0        | 0            | 0            | 0      | 0      |
| N. Cuccovillo     | 3        | ??       | 0            | 0            | 3      | ??     |
| N. Ferrone        | 0        | 0        | 0            | 0            | 0      | 0      |
| M. Florio         | 0        | 0        | 0            | 0            | 0      | 0      |
| G. Foglio         | 8        | ??       | 0            | 0            | 8      | ??     |
| V. Gallo          | 58       | ??       | 9            | ??           | 67     | ??     |
| R. Kovács         | 32       | ??       | 3            | ??           | 35     | ??     |
| G. Mattiello      | 17       | ??       | 3            | ??           | 20     | ??     |
| T. Negri          | 0        | 0        | 0            | 0            | 0      | 0      |
| M. Occhiello      | 0        | 0        | 0            | 0            | 0      | 0      |
| V. Renzuto Iodice | 32       | ??       | 3            | ??           | 35     | ??     |
| A. Riccitiello    | 1        | ??       | 0            | 0            | 1      | ??     |
| S. Rossi          | 7        | ??       | 1            | ??           | 8      | ??     |
| E. Russo          | 0        | 0        | 0            | 0            | 0      | 0      |
| P. Saccoia        | 20       | ??       | 6            | ??           | 26     | ??     |
| A. Scalzone       | 0        | 0        | 0            | 0            | 0      | 0      |
| M. Tóth           | 31       | ??       | 4            | ??           | 35     | ??     |
| D. Truppa         | 0        | 0        | 0            | 0            | 0      | 0      |